# Arcidiocesi di Samoa-Apia

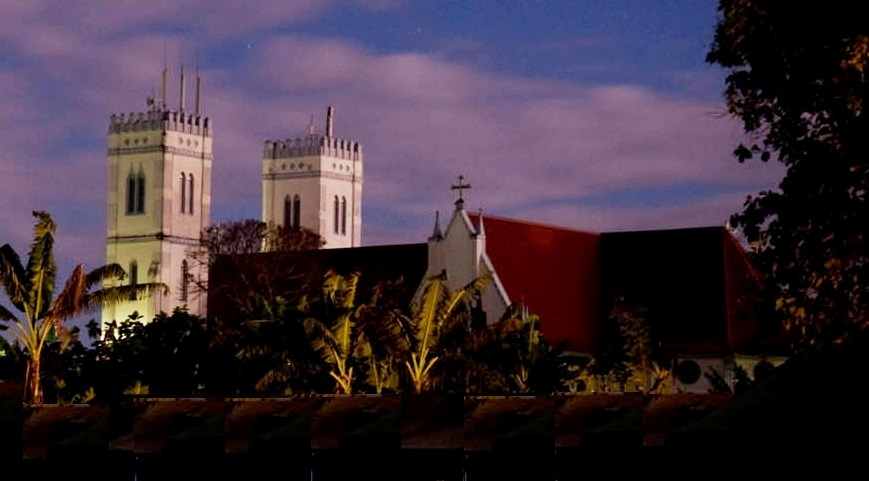
La basilica minore di Sant'Anna a Leulumoega.

L'arcidiocesi di Samoa-Apia (in latino Archidioecesis Samoa-Apiana) è una sede metropolitana della Chiesa cattolica nelle Samoa. Nel 2022 contava 37.000 battezzati su 198.000 abitanti. È retta dall'arcivescovo Mosese Vitolio Tui, S.D.B.

## Territorio
L'arcidiocesi comprende l'arcipelago dello stato di Samoa.
Sede arcivescovile è la città di Apia, dove si trova la cattedrale dell'Immacolata Concezione. A Leulumoega, nel distretto di A'ana, sorge la basilica minore di Sant'Anna.
Il territorio è suddiviso in 60 parrocchie.

## Provincia ecclesiastica
| Diocesi                    | Stati e Paesi   |
| -------------------------- | --------------- |
| Arcidiocesi di Samoa-Apia  | Samoa           |
| Diocesi di Samoa-Pago Pago | Samoa Americane |

Inoltre è aggregata alla provincia ecclesiastica di Samoa-Apia la missione sui iuris di Tokelau.

## Storia
La prima evangelizzazione delle isole Samoa fu compiuta a partire dal 1845 ad opera dei padri maristi.
Il vicariato apostolico delle Isole dei Navigatori o Samoa fu eretto il 20 agosto 1850 con il breve Illud sane di papa Pio IX, ricavandone il territorio dal vicariato apostolico dell'Oceania centrale (oggi diocesi di Tonga).
Il 4 gennaio 1957 assunse il nome di vicariato apostolico di Samoa e Tokelau.
Il 21 giugno 1966 in forza della bolla Prophetarum voces di papa Paolo VI il vicariato apostolico fu elevato a diocesi e assunse il nome di diocesi di Apia.
Il 10 agosto 1974 la diocesi assunse il nome di diocesi di Apia o Samoa e Tokelau, che il 3 dicembre 1975 mutò nuovamente a favore di diocesi di Samoa e Tokelau per effetto del decreto Dioecesis Apiana della Congregazione per l'evangelizzazione dei popoli.
Il 10 settembre 1982 ha ceduto una porzione del suo territorio a vantaggio dell'erezione della diocesi di Samoa-Pago Pago e nel contempo in forza della bolla Maiorem ad utilitatem di papa Giovanni Paolo II la diocesi è stata elevata al rango di arcidiocesi metropolitana e ha assunto il nome di arcidiocesi di Samoa-Apia e Tokelau.
Il 26 giugno 1992 l'arcidiocesi si è divisa, dando origine alla presente arcidiocesi e alla missione sui iuris di Tokelau.

## Cronotassi dei vescovi
Si omettono i periodi di sede vacante non superiori ai 2 anni o non storicamente accertati.
- Sede vacante (1850-1872)

- Aloys Elloy, S.M. † (28 settembre 1872 - 22 novembre 1878 deceduto)[3]
  - Sede vacante (1878-1896)[4]
- Pierre-Jean Broyer, S.M. † (30 marzo 1896 - 29 ottobre 1918 deceduto)
- Joseph Darnand, S.M. † (4 agosto 1919 - 23 novembre 1953 ritirato)
- Jean Baptiste Dieter, S.M. † (16 novembre 1953 - 28 giugno 1955 deceduto)
- George Hamilton Pearce, S.M. † (29 febbraio 1956 - 22 giugno 1967 nominato arcivescovo di Suva)
- Pio Taofinu'u, S.M. † (11 gennaio 1968 - 16 novembre 2002 ritirato)
- Alapati Lui Mataeliga † (16 novembre 2002 - 25 aprile 2023 deceduto)[5]
- Mosese Vitolio Tui, S.D.B., dal 12 giugno 2024

## Statistiche
L'arcidiocesi nel 2022 su una popolazione di 198.000 persone contava 37.000 battezzati, corrispondenti al 18,7% del totale.
| anno | popolazione | popolazione | popolazione | presbiteri | presbiteri | presbiteri | presbiteri                | diaconi | religiosi | religiosi | parrocchie |
| anno | battezzati  | totale      | %           | numero     | secolari   | regolari   | battezzati per presbitero | diaconi | uomini    | donne     | parrocchie |
| ---- | ----------- | ----------- | ----------- | ---------- | ---------- | ---------- | ------------------------- | ------- | --------- | --------- | ---------- |
| 1950 | 20.000      | ?           | ?           | 25         | 5          | 20         | 800                       |         | 14        | 69        | 14         |
| 1970 | 36.521      | 173.264     | 21,1        | 34         | 5          | 29         | 1.074                     |         | 57        | 107       | 21         |
| 1976 | 34.472      | 183.814     | 18,8        | 37         | 10         | 27         | 931                       |         | 60        | 138       | 24         |
| 1980 | 36.224      | 188.651     | 19,2        | 39         | 10         | 29         | 928                       |         | 68        | 121       | 24         |
| 1990 | 37.237      | 166.069     | 22,4        | 40         | 17         | 23         | 930                       | 4       | 46        | 96        | 22         |
| 1999 | 42.117      | 182.221     | 23,1        | 42         | 25         | 17         | 1.002                     | 25      | 32        | 76        | 28         |
| 2000 | 49.199      | 182.221     | 27,0        | 41         | 24         | 17         | 1.199                     | 22      | 33        | 117       | 38         |
| 2001 | 30.336      | 183.000     | 16,6        | 50         | 29         | 21         | 606                       | 24      | 46        | 71        | 29         |
| 2002 | 31.096      | 181.000     | 17,2        | 47         | 27         | 20         | 661                       | 24      | 44        | 72        | 29         |
| 2003 | 42.473      | 182.379     | 23,3        | 49         | 28         | 21         | 866                       | 21      | 56        | 63        | 29         |
| 2004 | 35.452      | 180.402     | 19,7        | 48         | 26         | 22         | 738                       | 17      | 35        | 69        | 32         |
| 2010 | 42.500      | 189.000     | 22,5        | 50         | 35         | 15         | 850                       | 30      | 33        | 73        | 38         |
| 2014 | 36.437      | 187.820     | 19,4        | 63         | 42         | 21         | 578                       | 52      | 31        | 22        | 47         |
| 2017 | 31.221      | 187.820     | 16,6        | 72         | 51         | 21         | 433                       | 48      | 31        | 22        | 49         |
| 2020 | 33.100      | 199.243     | 16,6        | 67         | 46         | 21         | 494                       | 55      | 29        | 50        | 49         |
| 2022 | 37.000      | 198.000     | 18,7        | 74         | 52         | 22         | 500                       | 91      | 30        | 50        | 60         |